# Pedinotus tundisii
Pedinotus tundisii is een insect dat behoort tot de orde vliesvleugeligen (Hymenoptera) en de familie van de schildwespen (Braconidae). De wetenschappelijke naam van de soort werd voor het eerst geldig gepubliceerd door Felix & Penteado-Dias in 2004.